# Sigismund van Pruisen (1896-1978)

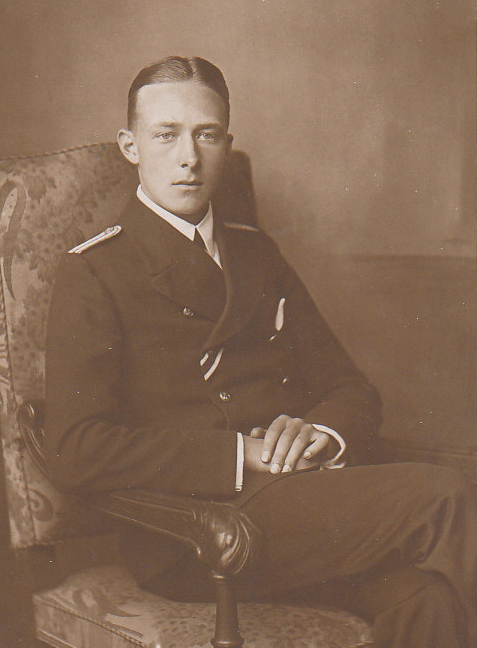
Sigismund van Pruisen ten tijde van de Eerste Wereldoorlog.

August Willem Victor Karel Hendrik Sigismund van Pruisen (Kiel, 27 november 1896 - Puntarenas, Costa Rica, 14 november 1978) was een Pruisische prins uit het huis Hohenzollern.

## Levensloop
Sigismund was de tweede zoon van prins Hendrik van Pruisen uit diens huwelijk met Irene van Hessen-Darmstadt, dochter van groothertog Lodewijk IV van Hessen-Darmstadt. Hij was een neef van keizer Wilhelm II van Duitsland en van tsarina Alexandra Fjodorovna van Rusland.
Vanaf 1909 werd hij onderwezen aan de Hebbelschule in Kiel, waar hij les kreeg in een door zijn vader samengestelde klas. Toen in 1914 de Eerste Wereldoorlog uitbrak, meldde Sigismund zich als vrijwilliger. Hij werd echter weggestuurd, omdat hij nog niet de vereiste leeftijd van 18 jaar had bereikt. Vervolgens bereidde Sigismund zich voor om toe te treden tot de zeekadetten en in de herfst van 1914 begon hij een opleiding bij de marine, waarbij hij als lid van de eerste artillerieafdeling gekazerneerd werd in Fort Falkenstein in Friedrichsort. In mei 1915 werd Sigismund artilleriecommandant in Vlaanderen en later werd hij officier op wacht op verschillende U-boten. Aan het einde van de oorlog in 1918 had hij de rang van luitenant-ter-zee en was hij luitenant à la suite in het Eerste Garderegiment te Voet.
Na het einde van de Eerste Wereldoorlog en de afschaffing van de monarchie in Duitsland zag Sigismund zich gedwongen om een burgerlijk beroep te kiezen. In 1919 had hij aan de Oberrealschule I zijn Abitur behaald, waarna hij in Hamburg als handelaar aan de slag ging. Op 11 juli 1919 huwde hij op het Sleeswijk-Holsteinse landgoed Hemmelmark met Charlotte van Saksen-Altenburg (1899-1989), zijn nicht in de tweede graad en dochter van hertog Ernst II van Saksen-Altenburg.
In 1922 ontbond Sigismund zijn hofhouding en verhuisde hij met zijn firma naar Guatemala, waar hij de leiding van een koffieplantage overnam. Van daaruit trok hij in 1928 naar Costa Rica, waar hij als imker aan de slag ging. De Crisis van de jaren 30 en de Tweede Wereldoorlog leidden echter tot voortdurende geldzorgen. In 1948 werd Sigismund tevens lid van het studentencorps Brandenburgia-Berlin in de Amerikaanse stad Cleveland.
Sigismund van Pruisen stierf in november 1978 in Costa Rica, twee weken voor zijn 82ste verjaardag.

## Nakomelingen
Sigismund en zijn echtgenote Charlotte kregen een dochter en een zoon:
- Barbara (1920-1994), huwde in 1954 met hertog Christiaan Lodewijk van Mecklenburg
- Alfred (1924-2013), huwde in 1984 met Maritza Farkas